# Venczel Éva
Czombosné Venczel Éva (Dunavarsány/Budapest, 1959. március 29. –) magyar népművelő, várospolitikus.

## Életpályája

### Iskolái
1979-ben érettségizett a Rudas László Közgazdasági Szakközépiskola diákjaként. 1983-ban diplomázott a Juhász Gyula Tanárképző Főiskola magyar-népművelés szakán. 1983-ban alapfokú könyvtárosi vizsgát tett. 1984-ben a Testnevelési Főiskola Továbbképző Intézetében középfokú sportszervezői vizsgát tett. 1993-ban elvégezte a Kereskedelmi és Vendéglátóipari Főiskola marketing-kommunikációs szaküzemgazdász szakát. 1998-ban a Pázmány Péter Katolikus Egyetem Jog- és Államtudományi Karán település-fejlesztési szakot végzett.

### Pályafutása
1983-tól a dunavarsányi Petőfi Művelődési Ház igazgatója volt. 1999-től a Perfekt Gazdasági Tanácsadó, Oktató és Kiadó Rt. Közép-Magyarországi Régiójának igazgatója volt.

### Politikai pályafutása
1994-től Pest Megye Közgyűlésének képviselője. 1998-tól a Pest Megye Közgyűlése Külügyi Bizottságának elnöke. 2002–2005 között Dunavarsány polgármestere volt. 2002-től a Pest Megye Közgyűlése Művelődési és Műemlékvédelmi Bizottságának elnöke. 2003-tól Roma Kulturális és Esélyegyenlőség Egyesületek alelnöke.